# Стряпчев, Николай Лаврентьевич
Николай Лаврентьевич Стряпчев (1910, Алексеевка, Ставропольская губерния — 1993, Балаково, Саратовская область) — заслуженный строитель РСФСР.
В 1975 году открыл единственное в России, уникальное Берёзовское месторождение декоративного кальцита, или мраморного оникса (арагонита).

## Биография
Учился в Архангельском лесотехническом институте. С 11 апреля по 29 октября 1933 года незаконно содержался под стражей по обвинению по ст. 58-10, 58-11 УК РСФСР; освобождён в связи с прекращением дела, то есть реабилитирован. Окончив институт в 1935 году, работал в различных организациях, занимаясь изысканием и проектированием гидротехнических сооружений.
В 1941 году в первый же месяц Великой Отечественной войны добровольцем ушёл на фронт. В 1942 году вступил в ВКП(б). Начав боевой путь командиром сапёрного взвода, к концу войны стал корпусным инженером. В 1942 году был легко ранен. В 1943 году награждён орденом Отечественной войны II степени за участие в захвате высоты «Нептун» на Карельском фронте.
После победы трудился на строительных объектах, в том числе на строительстве Куйбышевской и Саратовской гидроэлектростанциях. Многие годы был начальником управления «Жилстрой» Саратовгэсстроя. Под его руководством в городе и сёлах района возведено много жилых, общественных и промышленных зданий, в практику строительства внедрено немало новаторских методов, новых архитектурных решений, отделочных материалов.
За успехи в строительстве Саратовской ГЭС Н. Л. Стряпчев был удостоен Государственной премии Совета Министров СССР.[что?]
Открыл в Берёзовском карьере залежи редкого декоративного минерала, названного Российским арагонитом, активно помогал в организации выпуска изделий из него.
Николай Лаврентьевич 37 лет прожил в городе Балаково Саратовской области.

## Награды
- Орден Красной Звезды (4.8.1942)[6]
- Два ордена Отечественной войны II степени (9.9.1943[8], 6.4.1985[10])
- Орден Отечественной войны I степени (4.11.1944)[7]
- Медаль «За победу над Германией в Великой Отечественной войне 1941—1945 гг.»[11]
- Заслуженный строитель РСФСР[2]
- Звание «Отличник разведки недр» — за открытие арагонита в Березовском карьере[12].